# Phrynetopsis
Phrynetopsis – rodzaj chrząszczy z rodziny kózkowatych i podrodziny zgrzypikowych.

## Zasięg występowania
Przedstawiciele tego rodzaju występują w Afryce Subsaharyjskiej od Senegalu i Etiopii na płn. po RPA na płd..

## Systematyka
Do Phrynetopsis należy 7 gatunków:
- Phrynetopsis fuscicornis
- Phrynetopsis kolbei
- Phrynetopsis loveni
- Phrynetopsis marshalli
- Phrynetopsis thomensis
- Phrynetopsis trituberculata
- Phrynetopsis variegata